# Cúp AFC 2011
AFC Cup 2011 là phiên bản thứ 8 của AFC Cup, được tổ chức bởi Liên đoàn bóng đá châu Á (AFC) cho các câu lạc bộ đến từ các hiệp hội của các quốc gia "đang phát triển" ở châu Á.

## Phân bổ đội của các hiệp hội
- 2 đội tham dự:
  -  Hồng Kông
  -  Iraq
  -  Jordan
  -  Kuwait
  -  Li Băng
  -  Maldives
  -  Oman
  -  Syria
  -  Việt Nam
  -  Yemen
- 1 đội tham dự:
  -  Bahrain (bỏ giải và được thay thế bởi  Uzbekistan)
  -  Ấn Độ
  -  Thái Lan
- 4 đội khách mời, đến từ các hiệp hội sau:
  -  Indonesia
  -  Iraq
  -  Singapore
  -  Uzbekistan
- 5 đội thua vòng loại AFC Champions League 2011 (bao gồm các đội vào đến trận chung kết AFC Cup 2010 nhưng không đáp ứng các tiêu chí cần thiết của AFC để tham dự AFC Champions League 2011, do đó tự động lọt vào AFC Cup 2011)

## Các đội tham dự
Sau đây là danh sách các đội tham dự được xác nhận bởi AFC. Có tổng cộng 28 suất vào thẳng trong khi 4 đội còn lại tham dự với tư cách là đội thua vòng loại AFC Champions League 2011.
Chú thích:
•TH: Đương kim vô địch
•RU: Đương kim á quân
•1st, 2nd, 3rd,...: Vị trí tại giải quốc nội
•CW: Đội vô địch cúp quốc gia
•PW: Đội thắng play-off dự AFC Cup cuối mùa
•ACL Q: Đội thua vòng loại AFC Champions League
| Tây Á                       |                           |                        |                           |                      |
| Al-IttihadTH (ACL Q)        | Arbil (4th)1              | Al-Nasr (3rd)          | Al-Oruba (CW)             | Shurtan Guzar (4th)3 |
| Al-QadsiaRU (1st, CW)2      | Al-Faisaly (1st)          | Al-Ahed (1st)          | Al-Jaish (1st)            | Al-Saqr (1st)        |
| Duhok (1st)                 | Al-Wehdat (CW)            | Al-Ansar (CW)          | Al-Karamah (CW)           | Al-Tilal (CW)        |
| Al-Talaba (2nd)             | Al-Kuwait (2nd)           | Al-Suwaiq (1st)        | Nasaf Qarshi (3rd)1       | Dempo (ACL Q)        |
| Đông Á                      |                           |                        |                           |                      |
| Nam Hoa (1st, PW)           | Persipura Jayapura (2nd)1 | Tampines Rovers (2nd)1 | Sông Lam Nghệ An (CW)     |                      |
| TSW Pegasus (CW)            | VB (1st)                  | Chonburi (CW)          | Muangthong United (ACL Q) |                      |
| Kingfisher East Bengal (CW) | Victory (CW)              | Hà Nội T&T (1st)       | Sriwijaya (ACL Q)         |                      |

1 Đội được mời tham dự giải đấu.
2 Al-Qadsia không đáp ứng các tiêu chí của AFC để tham dự AFC Champions League 2011, do đó tự động lọt vào vòng bảng AFC Cup 2011.
3 Thay thế cho Al-Ahli (1st).

## Vòng bảng

### Bảng A
| Đội          | ST | T | H | B | BT | BB | HS  | Đ  |  | NAS | DEM | ANS | TIL |
| ------------ | -- | - | - | - | -- | -- | --- | -- |  | --- | --- | --- | --- |
| Nasaf Qarshi | 6  | 6 | 0 | 0 | 30 | 4  | +26 | 18 |  |     | 9–0 | 3–0 | 7–1 |
| Dempo        | 6  | 2 | 1 | 3 | 6  | 19 | −13 | 7  |  | 0–4 |     | 2–1 | 2–1 |
| Al-Ansar     | 6  | 2 | 0 | 4 | 8  | 12 | −4  | 6  |  | 1–4 | 2–0 |     | 0–2 |
| Al-Tilal     | 6  | 1 | 1 | 4 | 9  | 18 | −9  | 4  |  | 2–3 | 2–2 | 1–4 |     |

Chú thích
- 1: Trận đấu giữa Al-Tilal và Al-Ansar được chuyển đến Jordan do tình hình chính trị ở Yemen.[2]
- 2: Trận đấu giữa Al-Tilal và Dempo được chuyển đến Ấn Độ do tình hình chính trị ở Yemen.[3]

### Bảng B
| Đội           | ST | T | H | B | BT | BB | HS  | Đ  |  | QAD | SHU | ITT | SAQ |
| ------------- | -- | - | - | - | -- | -- | --- | -- |  | --- | --- | --- | --- |
| Al-Qadsia     | 6  | 4 | 2 | 0 | 15 | 5  | +10 | 14 |  |     | 4–0 | 3–2 | 3–0 |
| Shurtan Guzar | 6  | 2 | 3 | 1 | 10 | 8  | +2  | 9  |  | 1–1 |     | 1–1 | 7–2 |
| Al-Ittihad    | 6  | 2 | 2 | 2 | 7  | 7  | 0   | 8  |  | 0–2 | 0–0 |     | 2–0 |
| Al-Saqr       | 6  | 0 | 1 | 5 | 5  | 17 | −12 | 1  |  | 2–2 | 0–1 | 1–2 |     |

Chú thích
- 3: Trận đấu giữa Al-Saqr và Al-Qadsia được chuyển đến Kuwait và đẩy lịch thi đấu từ ngày 26 tháng 4 năm 2011 lên ngày 15 tháng 4 năm 2011 do tình hình chính trị ở Yemen.[4]
- 4: Trận đấu giữa Al-Saqr và Shurtan Guzar được chuyển đến Syria do tình hình chính trị ở Yemen.[5]

### Bảng C
| Đội        | ST | T | H | B | BT | BB | HS | Đ  |  | DUH | FAI | JAI | NAS |
| ---------- | -- | - | - | - | -- | -- | -- | -- |  | --- | --- | --- | --- |
| Duhok      | 6  | 3 | 2 | 1 | 6  | 3  | +3 | 11 |  |     | 4–2 | 0–1 | 1–0 |
| Al-Faisaly | 6  | 3 | 2 | 1 | 8  | 6  | +2 | 11 |  | 0–0 |     | 2–0 | 2–1 |
| Al-Jaish   | 6  | 3 | 2 | 1 | 8  | 4  | +4 | 11 |  | 0–0 | 1–1 |     | 2–1 |
| Al-Nasr    | 6  | 0 | 0 | 6 | 2  | 11 | −9 | 0  |  | 0–1 | 0–1 | 0–4 |     |

1. 1 2 3  Bằng điểm đối đầu (5). Hiệu số bàn thắng đối đầu: Duhok +1, Al-Faisaly 0, Al-Jaish -1.

Chú thích

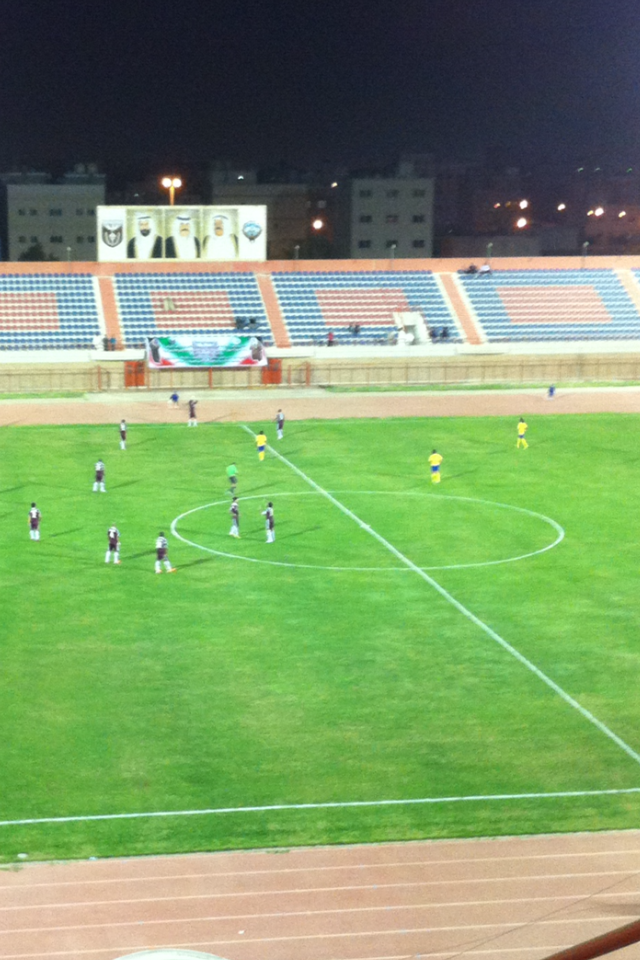
Sân vận động Ali Al-Salem Al-Sabah, trận đấu giữa Al-Nasr và Duhok SC

- 5: Trận đấu giữa Al-Faisaly và Duhok chuyển đến Sân vận động Quốc tế Amman tại Amman.[6]

### Bảng D
| Đội       | ST | T | H | B | BT | BB | HS | Đ  |  | WEH | KUW | TAL | SUW |
| --------- | -- | - | - | - | -- | -- | -- | -- |  | --- | --- | --- | --- |
| Al-Wehdat | 6  | 4 | 2 | 0 | 11 | 3  | +8 | 14 |  |     | 1–0 | 0–0 | 5–1 |
| Al-Kuwait | 6  | 3 | 1 | 2 | 7  | 6  | +1 | 10 |  | 1–3 |     | 1–0 | 0–0 |
| Al-Talaba | 6  | 1 | 2 | 3 | 4  | 6  | −2 | 5  |  | 0–1 | 1–2 |     | 1–1 |
| Al-Suwaiq | 6  | 0 | 3 | 3 | 5  | 12 | −7 | 3  |  | 1–1 | 1–3 | 1–2 |     |

### Bảng E
| Đội        | ST | T | H | B | BT | BB | HS  | Đ  |  | ARB | AHE | ORU | KAR |
| ---------- | -- | - | - | - | -- | -- | --- | -- |  | --- | --- | --- | --- |
| Arbil      | 6  | 4 | 2 | 0 | 17 | 4  | +13 | 14 |  |     | 6–2 | 0–0 | 1–1 |
| Al-Ahed    | 6  | 2 | 0 | 4 | 11 | 13 | −2  | 6  |  | 1–2 |     | 2–0 | 4–1 |
| Al-Oruba   | 6  | 1 | 3 | 2 | 4  | 10 | −6  | 6  |  | 0–5 | 1–0 |     | 1–1 |
| Al-Karamah | 6  | 1 | 3 | 2 | 8  | 13 | −5  | 6  |  | 0–3 | 3–2 | 2–2 |     |

1. 1 2 3  Điểm đối đầu: Al-Ahed 6, Al-Oruba 5, Al-Karamah 5. Hiệu số bàn thắng đối đầu: Al-Ahed +3, Al-Oruba –1, Al-Karamah –2.

Chú thích
- 6: Hai trận đấu cuối trên sân nhà của Al-Karamah chuyển đến Sân vận động Abbasiyyin tại Damascus sau quyết định của AFC.[7]

### Bảng F
| Đội              | ST | T | H | B | BT | BB | HS | Đ  |  | SLN | SRW | TSW | VB  |
| ---------------- | -- | - | - | - | -- | -- | -- | -- |  | --- | --- | --- | --- |
| Sông Lam Nghệ An | 6  | 4 | 0 | 2 | 16 | 10 | +6 | 12 |  |     | 4–0 | 1–2 | 4–2 |
| Sriwijaya        | 6  | 3 | 1 | 2 | 9  | 11 | −2 | 10 |  | 3–1 |     | 3–2 | 1–1 |
| TSW Pegasus      | 6  | 3 | 0 | 3 | 15 | 12 | +3 | 9  |  | 2–3 | 1–2 |     | 3–0 |
| VB               | 6  | 1 | 1 | 4 | 9  | 16 | −7 | 4  |  | 1–3 | 2–0 | 3–5 |     |

### Bảng G
| Đội               | ST | T | H | B | BT | BB | HS  | Đ  |  | MTU | TRV | HTT | VIC |
| ----------------- | -- | - | - | - | -- | -- | --- | -- |  | --- | --- | --- | --- |
| Muangthong United | 6  | 4 | 2 | 0 | 14 | 1  | +13 | 14 |  |     | 4–0 | 4–0 | 1–0 |
| Tampines Rovers   | 6  | 3 | 2 | 1 | 12 | 8  | +4  | 11 |  | 1–1 |     | 3–1 | 4–0 |
| Hà Nội T&T        | 6  | 2 | 2 | 2 | 5  | 8  | −3  | 8  |  | 0–0 | 1–1 |     | 2–0 |
| Victory           | 6  | 0 | 0 | 6 | 1  | 15 | −14 | 0  |  | 0–4 | 1–3 | 0–1 |     |

### Bảng H
| Đội                    | ST | T | H | B | BT | BB | HS  | Đ  |  | CHO | PJY | SCA | KEB |
| ---------------------- | -- | - | - | - | -- | -- | --- | -- |  | --- | --- | --- | --- |
| Chonburi               | 6  | 4 | 1 | 1 | 18 | 8  | +10 | 13 |  |     | 4–1 | 3–0 | 4–0 |
| Persipura Jayapura     | 6  | 3 | 2 | 1 | 14 | 9  | +5  | 11 |  | 3–0 |     | 4–2 | 4–1 |
| Nam Hoa                | 6  | 1 | 2 | 3 | 7  | 14 | −7  | 5  |  | 0–3 | 1–1 |     | 1–0 |
| Kingfisher East Bengal | 6  | 0 | 3 | 3 | 9  | 17 | −8  | 3  |  | 4–4 | 1–1 | 3–3 |     |

Chú thích
- 7: Hai trận đấu cuối trên sân nhà của Persipura Jayapura chuyển đến Sân vận động Mandala tại Jayapura sau quyết định của AFC.[8]
- 8: Trận đấu giữa Kingfisher East Bengal và Nam Hoa chuyển đến Sân vận động Barabati tại Cuttack do cuộc bầu cử quốc hội, là nguyên nhân của việc thiếu nhân viên an ninh cho trận đấu tại Kolkata.[9]

## Vòng loại trực tiếp

### Vòng 16 đội
Dựa trên kết quả từ vòng bảng, các trận đấu của vòng 16 đội đã được quyết định như sau: Các trận đấu chơi theo thể thức một lượt, được tổ chức trên sân của đội nhất bảng này (Đội 1) đấu với đội nhì bảng khác (Đội 2).
| Đội 1             | Tỉ số             | Đội 2              |
| ----------------- | ----------------- | ------------------ |
| Nasaf Qarshi      | 2–1               | Al-Faisaly         |
| Duhok             | 1–0               | Dempo              |
| Al-Qadsia         | 2–2 (aet) (2–3 p) | Al-Kuwait          |
| Al-Wehdat         | 2–1               | Shurtan Guzar      |
| Arbil             | 1–0 (aet)         | Tampines Rovers    |
| Muangthong United | 4–0               | Al-Ahed            |
| Sông Lam Nghệ An  | 1–3               | Persipura Jayapura |
| Chonburi          | 3–0               | Sriwijaya          |

### Tứ kết
Lễ bốc tham vòng tứ kết, bán kết, chung kết diễn ra tại Kuala Lumpur, Malaysia vào ngày 7 tháng 6 năm 2011. Nếu chỉ có hai đội đến từ cùng một hiệp hội, họ sẽ không được xếp cặp đối đầu nhau tại tứ kết; tuy nhiên, nếu có nhiều hơn hai đội đến từ cùng một hiệp hội, họ có thể được xếp cặp đối đầu nhau tại tứ kết.
| Đội 1              | TTS         | Đội 2             | Lượt đi | Lượt về   |
| ------------------ | ----------- | ----------------- | ------- | --------- |
| Persipura Jayapura | 1–3         | Arbil             | 1–2     | 0–1       |
| Chonburi           | 1–1 (3–4 p) | Nasaf Qarshi      | 0–1     | 1–0 (aet) |
| Al-Kuwait          | 1–0         | Muangthong United | 1–0     | 0–0       |
| Al-Wehdat          | 8–1         | Duhok             | 5–1     | 3–0       |

### Bán kết
| Đội 1        | TTS | Đội 2     | Lượt đi | Lượt về |
| ------------ | --- | --------- | ------- | ------- |
| Nasaf Qarshi | 2–1 | Al-Wehdat | 1–0     | 1–1     |
| Arbil        | 3–5 | Al-Kuwait | 0–2     | 3–3     |

### Chung kết
Trận chung kết được tổ chức trên sân của một trong hai đội vào đến trận chung kết, được quyết định bởi bốc thăm.
| Nasaf Qarshi                      | 2 – 1  | Al-Kuwait |
| --------------------------------- | ------ | --------- |
| Shomurodov 62' · Perepļotkins 65' | Report | Kabi 68'  |

| Vô địch AFC Cup 2011 Nasaf Qarshi Lần đầu tiên |

## Giải thưởng
Sau đây là các giải thưởng đã được trao tại AFC Cup 2011:
- Cầu thủ xuất sắc nhất giải:  Artur Gevorkyan (Nasaf Qarshi)
- Vua phá lưới:  Ivan Bošković (Nasaf Qarshi)
- Đội đoạt giải phong cách:  Nasaf Qarshi

## Thống kê

### Các cầu thủ ghi bàn hàng đầu
| Xếp hạng | Cầu thủ             | Câu lạc bộ             | MD1 | MD2 | MD3 | MD4 | MD5 | MD6 | R16 | QF1 | QF2 | SF1 | SF2 | F | Tổng |
| -------- | ------------------- | ---------------------- | --- | --- | --- | --- | --- | --- | --- | --- | --- | --- | --- | - | ---- |
| 1        | Ivan Bošković       | Nasaf Qarshi           | 1   |     |     | 4   | 1   | 2   |     | 1   |     |     | 1   |   | 10   |
| 2        | Firas Al Khatib     | Al-Qadsia              | 1   | 1   | 1   | 2   | 1   | 2   |     |     |     |     |     |   | 8    |
| 3        | Leandro Carrijó     | TSW Pegasus            |     | 1   | 3   | 1   | 2   |     |     |     |     |     |     |   | 7    |
| 4        | Hassan Abdel-Fattah | Al-Kuwait & Al-Wehdat  | 2   |     |     |     |     |     |     | 2   | 2   |     |     |   | 6    |
| 4        | Mahmoud Shelbaieh   | Al-Wehdat              |     | 2   | 2   |     |     |     |     | 2   |     |     |     |   | 6    |
| 4        | Aleksandar Durić    | Tampines Rovers        | 1   | 1   | 1   | 1   | 2   |     |     |     |     |     |     |   | 6    |
| 4        | Pipob On-Mo         | Chonburi               | 2   |     |     | 2   | 2   |     |     |     |     |     |     |   | 6    |
| 8        | Muslim Mubarak      | Arbil                  |     |     |     | 2   | 1   |     | 1   | 1   |     |     |     |   | 5    |
| 8        | Tolgay Ozbey        | Kingfisher East Bengal | 2   | 1   |     | 2   |     |     |     |     |     |     |     |   | 5    |
| 8        | Christian Kouakou   | Muangthong United      | 1   |     |     | 2   |     | 1   | 1   |     |     |     |     |   | 5    |
| 8        | Boaz Solossa        | Persipura Jayapura     | 1   | 1   |     |     | 2   |     | 1   |     |     |     |     |   | 5    |
| 8        | Hamad Al Enezi      | Al-Qadsia              | 2   | 1   | 1   |     |     |     | 1   |     |     |     |     |   | 5    |
| 8        | Nosirbek Otakuziyev | Nasaf Qarshi           | 1   |     |     |     | 1   | 3   |     |     |     |     |     |   | 5    |

### Bàn phản lưới nhà
| Cầu thủ           | Câu lạc bộ | Trong trận đấu với | Vòng                       | Ngày                |
| ----------------- | ---------- | ------------------ | -------------------------- | ------------------- |
| Douglas Da Santos | VB         | Sriwijaya          | Vòng bảng-Ngày thi đấu 1/6 | 1 tháng 3 năm 2011  |
| Abdulla Haneef    | VB         | TSW Pegasus        | Vòng bảng-Ngày thi đấu 3/6 | 13 tháng 4 năm 2011 |
| Hamed Al Daoudi   | Al-Oruba   | Arbil              | Vòng bảng-Ngày thi đấu 4/6 | 27 tháng 4 năm 2011 |
| Samer Zeineddine  | Al-Ahed    | Arbil              | Vòng bảng-Ngày thi đấu 5/6 | 4 tháng 5 năm 2011  |